# 商业
商业（英語：Business）是一种有组织的提供顾客所需的商品与服务的一种行为。中文之“商业”含义指社会分工出现的有组织的贸易行为，现代概念指流通领域的所有产业，多与贸易合称“商业贸易”。
大多数的商业行为是通过以成本以上的价格卖出商品或服务来營利，如微软、索尼、IBM、联想、通用都是營利性的商业组织典型的代表。然而某些商业行为只是为了提供运营商业所需的基本资金，一般称这种商业行为为非營利性的，如各种基金会，以及红十字会等。
一般認為商業行為成立的條件有以下幾點：
1. 以營利為目的
2. 發生交易行為
3. 出於雙方自願
4. 符合法律規範

## 歷史

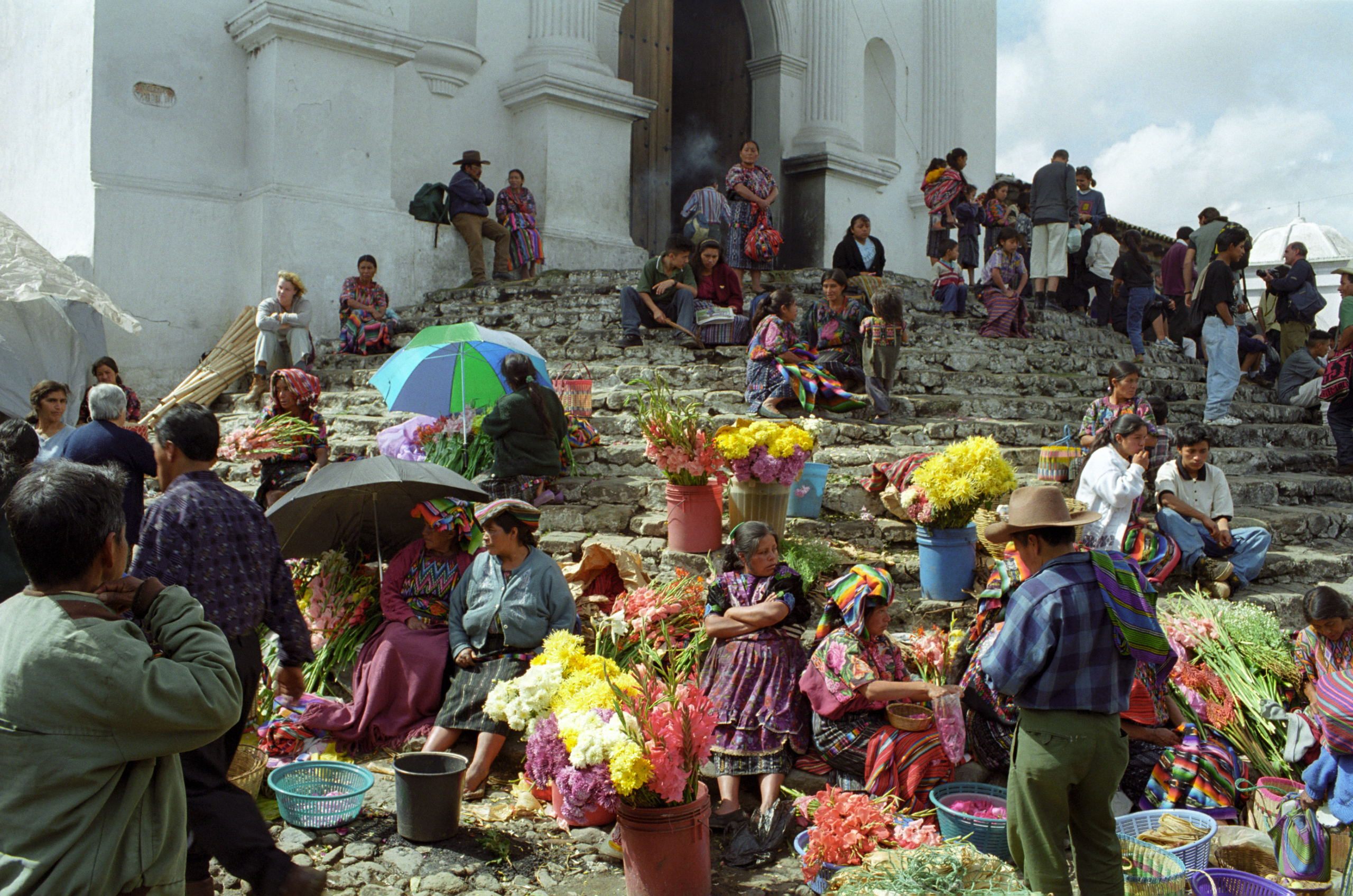
販賣物品的市場是最原始商業行為

2007年世界10大进出口国

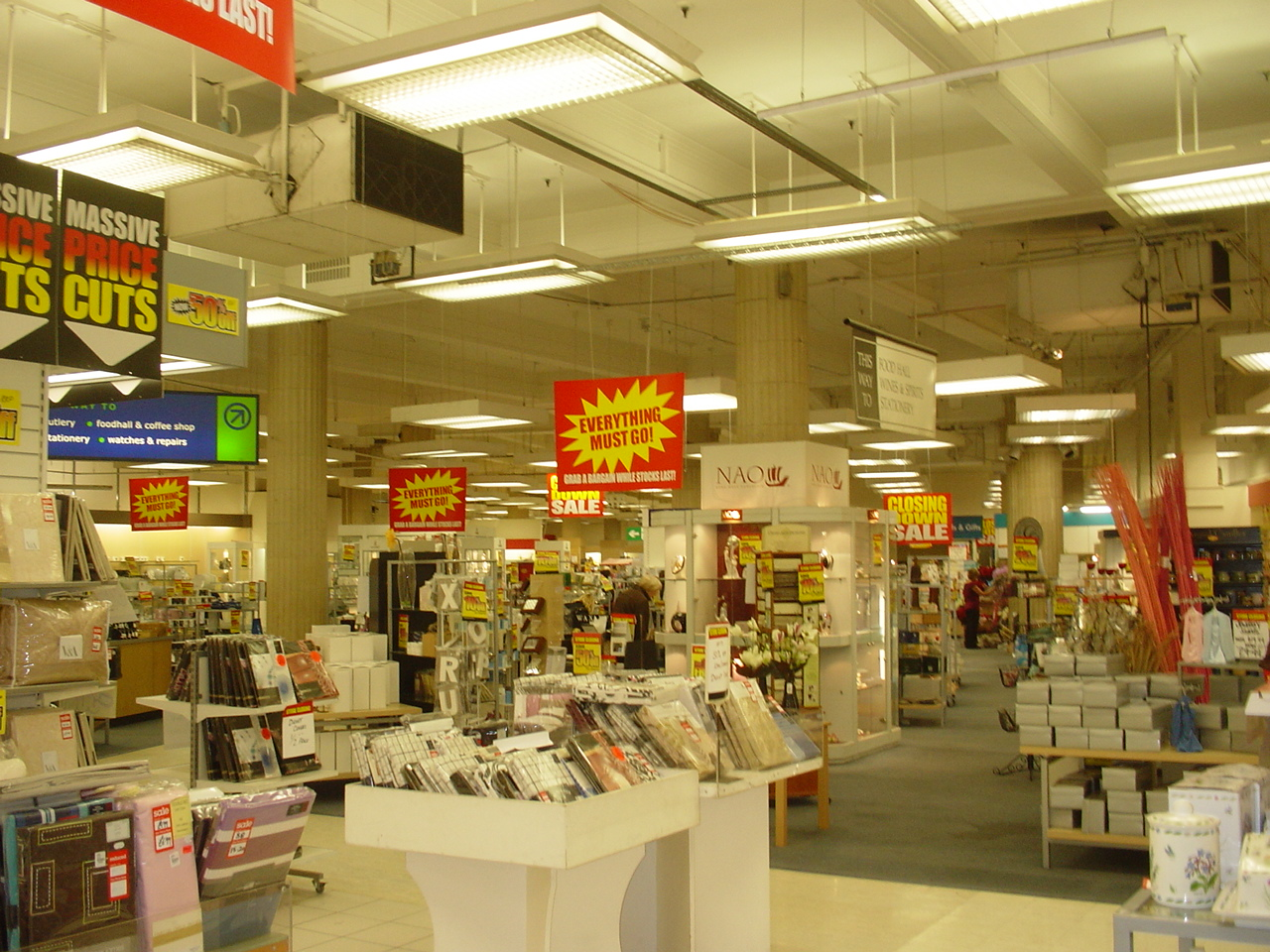
百貨公司與促銷標語

一般認為，商業源於原始社会以物易物的交換行為，它的本質是交換，而且是基於人們對價值認識等價交換。現代名詞業種主要是指商業的經營種類。業態主要是指商業的經營型態。

## 基本商业概念
- 商業過程管理
- 商业宏观管理
- 商业投资
- 商业中心
- 商业街
- 商人
- 交換價值
- 私营经济
- 国有经济
- 有限公司
- 跨国公司
- 知识产权
- 商业秘密
- 商业法规
- 资本家
- 专利
- 商标
- 版权
- 商业折扣
- 工商业联合会组织
- 个体经营
- 商业渠道
- 中心商务区
- 商业信誉
- 零售商
- 销售（行销）
  - 直销
  - 多層次傳銷
  - 層壓式推銷
- SWOT分析